# Uniunea Occidentală
Uniunea Occidentală (UO), denumită și Organizația Tratatului de la Bruxelles (OTB), a fost alianța militară europeană stabilită de Franța, Regatul Unit și cele trei țări Benelux în septembrie 1948 pentru a pune în aplicare angajamentele asumate prin Tratatului de la Bruxelles, semnat în luna martie a aceluiași an. În baza acestui tratat, semnatarii, denumiți cele cinci puteri, au căzut de acord să colaboreze militar, politic, economic și cultural.
În timpul Războiului din Coreea (1950–1953), sediul, personalul și planurile armatei UO, Organizația Defensivă a Uniunii Occidentale⁠(d) (ODUO), au fost transferate la nou înființată Organizație a Tratatului Atlanticului de Nord (NATO) aflată sub controlul Sediului Central al Forțelor Aliate din Europa(SHAPE). Ca urmare a refuzului Franței de a ratifica tratatul de înființare a Comunității Europene de Apărare în 1954, Conferințele de la Londra și Paris⁠(d) au condus la Tratatul de la Bruxelles modificat (MTB) prin care Uniunea Occidentală era transformată în Uniunea Vest-Europeană (UEO), iar Italia și Germania de Vest deveneau membre ale organizației. Întrucât funcțiile UEO au fost incluse în Politica externă și de securitate comună (PESC) a Uniunii Europene (UE) la începutul secolului al XXI-lea, Uniunea Occidentală este un precursor atât al NATO, cât și al brațului militar al UE.

## Istoric

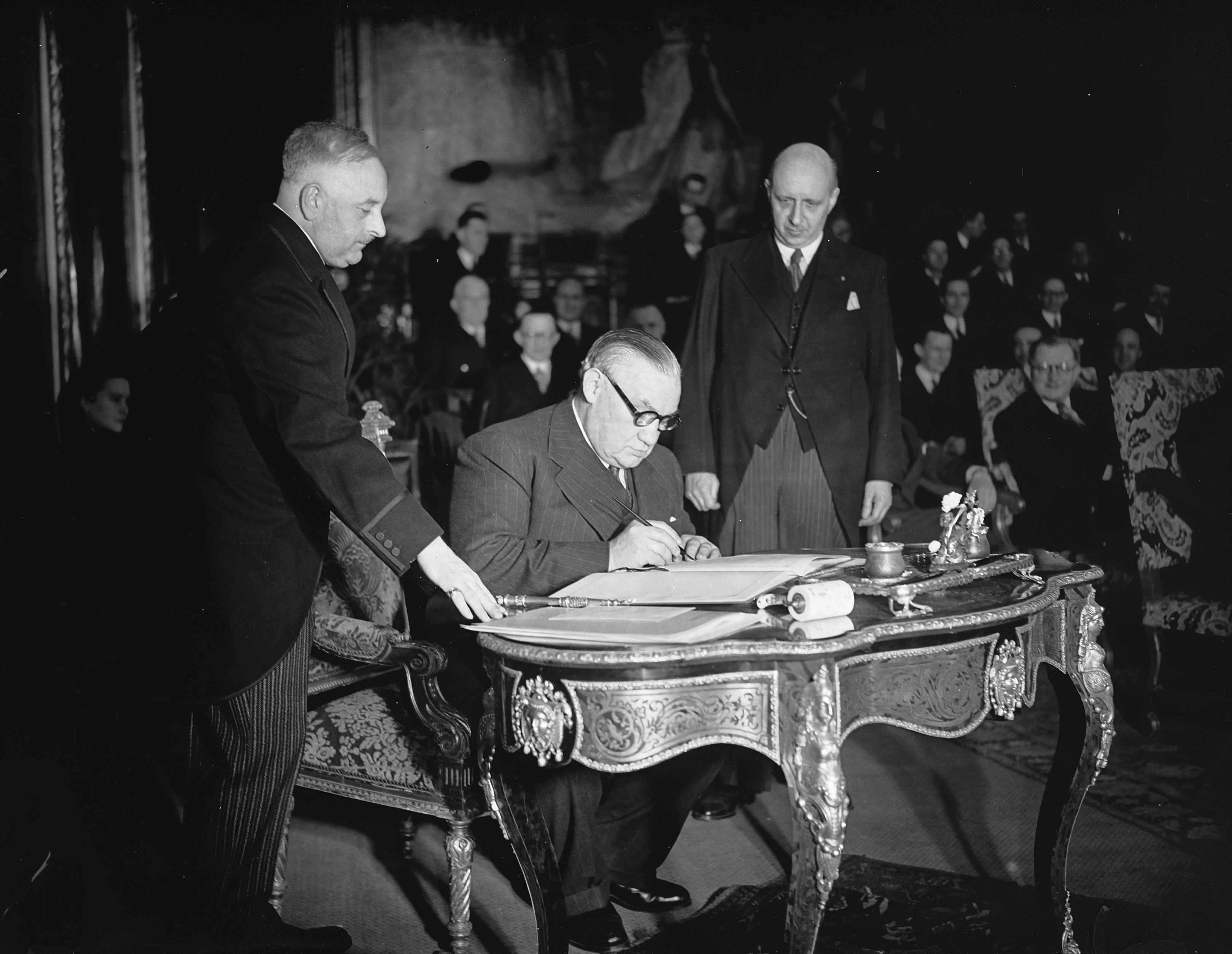
Secretarul britanic pentru afaceri externe Ernest Bevin semnează Tratatul de la Bruxelles în 1948.

După încheierea celui de-Al Doilea Război Mondial, au existat temeri cu privire la posibilitatea unei noi agresiuni germane. La 4 martie 1947, Tratatul de la Dunkerque - un acord de asistență militară reciprocă - a fost semnat de Franța și Regatul Unit.
În discursul său din Camera Comunelor⁠(d) din 22 ianuarie 1948, secretarul britanic de externe Ernest Bevin a cerut extinderea Tratatului de la Dunkerque pentru a include și țările Benelux, luând astfel naștere Uniunea Occidentală. Scopul său a fost consolidarea Europei Occidentale, iar Italia și Germania de Vest urmau să devine membre ale alianței.
Negocierile au avut loc la 4 martie 1948, la doar câteva zile după lovitura de stat din Cehoslovacia. Datorită acestui eveniment, țările membre au acceptat conceptul de asistență reciprocă automată și imediată în cazul unei agresiuni și ideea înființării unei organizații regionale (o alianță multilaterală în conformitate cu Articolul 51 din Carta Națiunilor Unite). Uniunea Occidentală urma să apere Europa Occidentală de amenințarea comunistă și să promoveze securitatea colectivă în rândul țărilor vestice.
Tratatul de la Bruxelles a fost semnat la 17 martie 1948 între Belgia, Franța, Luxemburg, Țările de Jos și Regatul Unit și a reprezentat o extindere a acordului defensiv Tratatul de la Dunkerque semnat de Marea Britanie și Franța.

### Marginalizare

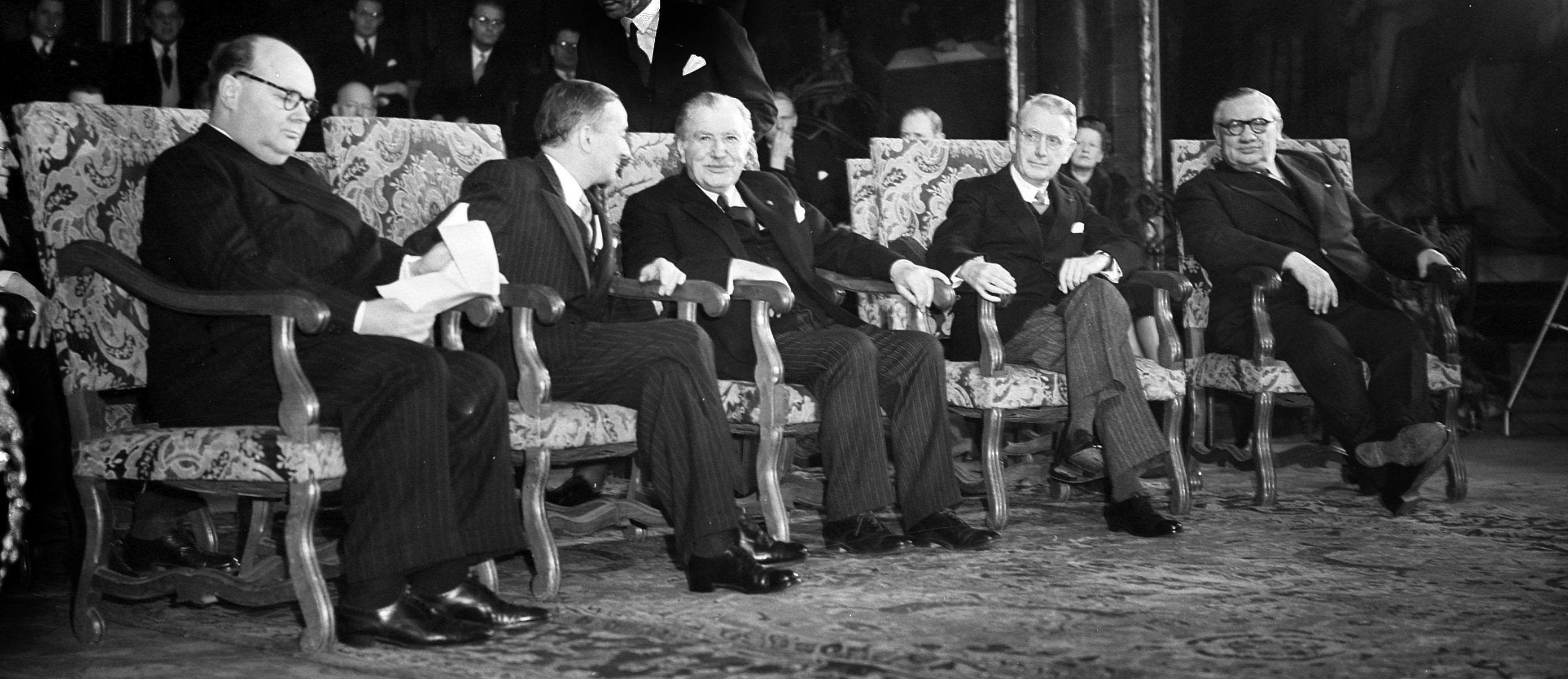
Miniștrii celor cinci țări semnatare ale Tratatului de la Bruxelles (1948)

Odată cu împărțirea Europei în blocul răsăritean și blocul apusean, amenințarea URSS a devenit mai importantă decât amenințarea unei noi agresiuni militare germane. Prin urmare, Europa Occidentală spera să încheie un acord de apărare reciprocă cu Statele Unite. SUA, preocupată de îngrădirea influenței Uniunii Sovietice, a fost deschisă la dialog. Întâlnirile secrete dintre oficialii americani, canadieni și britanici au avut loc la sfârșitul lunii martie 1949, iar la 4 aprilie a fost semnat Tratatul Atlanticului de Nord la Washington, D.C..
Respectarea angajamentelor asumate prin Tratatul Atlanticului de Nord necesita dezvoltarea unor structuri politice și militare de mare anvergură, fapt care a condus la înființarea Organizației Tratatului Atlanticului de Nord (NATO). La 20 decembrie 1950, Consiliul Consultativ al statelor semnatare ale Tratatului de la Bruxelles a decis unirea organizației militare a Uniunii Occidentale cu NATO. Odată cu numirea generalului Eisenhower în funcția de prim comandant suprem al Forțelor Aliate din Europa (SACEUR), membrii Tratatului de la Bruxelles au decis să transfere sediul, personalul și planurile Organizației Defensive a Uniunii Occidentale (WUDO) la NATO. Sediul Central al Forțelor Aliate din Europa (SHAPE) a preluat responsabilitatea apărării Europei Occidentale, în timp ce sediul fizic din Fontainebleau a fost transformat în Sediul Forțelor Aliate din Europa Centrală⁠(d) (AFCENT). Feldmarșalul Bernard Montgomery a demisionat din funcția de președinte al Comitetului Comandanților Supremi ai WUDO la 31 martie 1951 și a preluat funcția de comandant suprem adjunct al Forțelor Aliate îndinEuropa (DSACEUR) la 1 aprilie 1951.
Înființarea NATO și semnarea tratatelor de înființare a Organizației pentru Cooperare Economică Europeană (aprilie 1948), Organizației Tratatului Atlanticului de Nord (aprilie 1949), a Consiliului Europei (mai 1949) și a Comunității Europeane a Cărbunelui și Oțelului (aprilie 1951), a lăsat Uniunea Occidentală și Tratatul de la Bruxelles fără autoritate.

### Uniunea Vest-Europeană
Tratatul fondator al Uniunii Occidentale a fost modificat în cadrul Conferințelor de la Londra și Paris din 1954 ca urmare a eșecului ratificării Tratatului de inființare a Comunității Europene pentru Apărare (EDC) de către Franța. Conform Acordurilor de la Bonn-Paris⁠(d) din 1952, odată cu înființarea EDC lua sfârșit ocupația de către forțele aliate a teritoriului Germaniei. De asemenea, exista dorința de a include Germania în noua arhitectură militară occidentală. Din cauza acestor prevederi, francezii au respins înțelegerea. Tratatul de la Bruxelles modificat (MBT) a transformat Uniunea Occidentală în Uniunea Vest-Europeană (UEO), iar Italia și Germania urma să devină membre ale organizației. După intrarea germanilor în uniune, ocupația a luat sfârșit în conformitate cu Acordurile de la Bonn-Paris.
În încercarea de a evita dublarea responsabilităților, toate problemele de natură socială și culturală generate de Tratatul de la Bruxelles erau responsabilitatea Consiliului Europei.